# Gymnostomum aeruginosum
Gymnostomum aeruginosum (deutsch Grünspan-Nacktmundmoos) ist eine Laubmoos-Art aus der Familie Pottiaceae. Ein Synonym ist Gymnostomum rupestre Schleich.

## Merkmale
Die Art bildet bräunlichgrüne bis dunkelgrüne, unten rostfarbene, meist dichte, polsterförmige Rasen. Die einzelnen Pflanzen sind etwa 0,5 bis 3 Zentimeter hoch, selten höher. Der Stämmchenquerschnitt zeigt einen undeutlich begrenzten Zentralstrang. Die linealisch lanzettlichen bis zungenförmigen, stumpfen oder kurz zugespitzten, bis 1,5 Zentimeter langen Blätter sind feucht aufrecht abstehend bis leicht zurückgebogen, trocken eingebogen. Die Blattränder sind flach oder oben schwach eingebogen, unten öfters leicht gezähnelt. Die kräftige Blattrippe ist unten etwa 45 bis 70, selten bis 100 Mikrometer breit und reicht bis zur Blattspitze oder endet kurz vor dieser. Der Querschnitt der Blattrippe weist 4 bis 6 mediane Deuterzellen, zwei Stereidenbänder und differenzierte Außenzellen auf. Die Blattzellen sind am Blattgrund rechteckig, durchsichtig und glatt, im oberen Blattteil rundlich quadratisch, papillös und 7 bis 14 Mikrometer groß.
Gymnostomum aeruginosum ist diözisch. Die Kapsel auf der 4 bis 8 Millimeter langen, aufrechten, gelben Seta ist eiförmig und aufrecht. Ein Peristom fehlt (Name). Der Kapseldeckel ist kegelig geschnäbelt, die Kalyptra kappenförmig. Sporenreifezeit ist im Spätsommer und Herbst.

## Standortansprüche und Verbreitung
Das Moos wächst bevorzugt an meist kalkhaltigen, frischen, feuchten bis nassen Felsen an schattigen Stellen. Weiters werden auch Sekundärstandorte wie Böschungen oder alte Mauern besiedelt.
In Mitteleuropa ist es schwerpunktmäßig in den Mittelgebirgen und in den Alpen verbreitet, wo es bis in die nivale Höhenstufe vordringt. Darüber hinaus kommt es in Europa bis in den nördlichen Teil von Skandinavien, südlich bis ins Mittelmeergebiet vor. Weitere Verbreitungsgebiete sind Teile Asiens, Nordafrika, Südafrika und Nord- bis Südamerika.